# レバノンロケット協会
レバノンロケット協会（レバノンロケットきょうかい、英語:Lebanese Rocket Society）は、レバノン内戦以前にあったレバノンのロケット愛好家団体。1960年代に打ち上げられたCedarロケットはカーマンラインを超えて宇宙空間に到達した。

## 概要
レバノンではベイルートのHaigazian大学の教員と学生達を中心にレバノンロケット協会が結成された。当時の名称はHaigazian College Rocket Society(HCRS)だった。HCRSは学生達に科学的な手法を教える事と数学、工学、科学の実践的な経験を積む事が目的だった。軍用に使用する事は想定外だった。発足当初、学生達は推進剤に使用する化学薬品の取り扱いに不慣れでそれらを市場から入手する事ができなかった。政府はそれらの化学薬品の使用を規制していた。しかし、協会はレバノン軍から必要な化学薬品を入手する事ができたのでHCRSはロケットを製造できた。さらにロケットの胴体のために必要な鋼管を入手できなかったので再びレバノン軍の設備で製造してさらに不良箇所の有無を調べるためにX線での検査までしてもらえた。ノズルの形状は精密な計算をしなければならなかったが精密に加工する事は困難でこれもレバノン軍の支援を受けた。
どうにか試行錯誤を重ねて全長45cmのロケットを打ち上げた。1961年4月に全長1.75mのCedar固体燃料ロケットを打ち上げ、高度およそ1000mに到達した。5月に打ち上げた次のロケットでは高度およそ2300mに到達した。イスラエルが最初にロケットを打ち上げたのは1961年7月だったのでレバノンロケット協会は中東で最初にロケットを打ち上げた事を主張できる。
1962年5月25日にはHCRS-7 Cedarは11,500mに到達してレバノン陸軍が協力するようになった。1962年11月21日に打ち上げられたCedar3は全長6.8m、重量1,250kgだった。田に複数回の打ち上げ後、1964年夏に事故が起き、2人の学生が負傷した。この爆発は酸化剤として過塩素酸カリウムを使用した事が原因とされる。向上する性能にイスラエルは警戒していた。
Mickeyと名づけられたネズミを高加速度に耐えられるように訓練してロケットの先端部に載せて飛ばす計画も予定されていた。
1966年5月12日にCedar 7が発射台で爆発した。
1966年11月21日に打ち上げられたCedar4は3段式のロケットで高度200kmに到達後、地中海のキプロス沿岸に停泊していたイギリス海軍の艦船の付近に落下した。イギリスは国際連合の安全保障理事会に抗議した。その結果、レバノンの大統領のFouad Shehabは計画を中止するように指示を出して1967年に終了した。活動の主導的な役割を果たした講師が博士号取得のためにレバノンを離れ、協会の方向性が科学目的と軍事目的に別れ、フランスが計画の中止の圧力をかけたという説もある。ロケットの開発に携わった学生達は後に様々な分野で活躍した。
Cedarロケットは切手にもなった。
長らく人々の記憶から忘れ去られていたが、2013年にドキュメンタリー映画『レバノンロケット協会』が制作され、その事績が取り上げられた。